# Альянс (Альберта)
Альянс (англ. Alliance) — село в Канаді, у провінції Альберта, у складі муніципального району Флегстафф.

## Населення
За даними перепису 2016 року, село нараховувало 154 особи, показавши скорочення на 11,5%, порівняно з 2011-м роком. Середня густина населення становила 299,3 осіб/км².
З офіційних мов обидвома одночасно володіли 5 жителів, тільки англійською — 145. Усього 10 осіб вважали рідною мовою не одну з офіційних.
Працездатне населення становило 110 осіб (64,7% усього населення), рівень безробіття — 18,2% (20% серед чоловіків та 0% серед жінок). 72,7% осіб були найманими працівниками, а 22,7% — самозайнятими.
Середній дохід на особу становив $12 013 (медіана $12 002), при цьому для чоловіків — $12 013, а для жінок $12 013 (медіани — $12 002 та $12 002 відповідно).
29,4% мешканців мали закінчену шкільну освіту, не мали закінченої шкільної освіти — 26,5%, 47,1% мали післяшкільну освіту, з яких 18,8% мали диплом бакалавра, або вищий.
| Статево-вікова структура населення | Статево-вікова структура населення | Статево-вікова структура населення | Статево-вікова структура населення | Статево-вікова структура населення |
| ---------------------------------- | ---------------------------------- | ---------------------------------- | ---------------------------------- | ---------------------------------- |
|                                    |                                    |                                    |                                    |                                    |
| Всього                             | Всього                             | 51,6%48,4%                         |                                    |                                    |
| 0 — 14 років                       | 0 — 14 років                       |                                    | 6,5%                               | 6,5%                               |
| 15 — 64 років                      | 15 — 64 років                      |                                    | 58,1%                              | 58,1%                              |
| 65 і більше                        | 65 і більше                        |                                    | 35,5%                              | 35,5%                              |
| Середній вік (років)               | Середній вік (років)               | 52,556,2                           | 54,3                               | 54,3                               |
| Медіана (років)                    | Медіана (років)                    | 57,559,8                           | 58,3                               | 58,3                               |
| — чоловіки — жінки                 |                                    |                                    |                                    |                                    |

| Походження мешканців:     | Походження мешканців:     | Походження мешканців: | Походження мешканців: | Походження мешканців: |
| ------------------------- | ------------------------- | --------------------- | --------------------- | --------------------- |
| Походження                |                           |                       | осіб                  | %                     |
| Корінні американці        | Корінні американці        |                       | 20                    | 12.99%                |
| Інше північноамериканське | Інше північноамериканське |                       | 50                    | 32.47%                |
| Європейське               | Європейське               |                       | 155                   | 100.65%               |
| британське                | британське                |                       | 80                    | 51.95%                |
| французьке                | французьке                |                       | 60                    | 38.96%                |
| українське                | українське                |                       | 15                    | 9.74%                 |
| Карибське                 | Карибське                 |                       | 10                    | 6.49%                 |

| Зайнятість населення за галузями (за класифікацією NOC): | Зайнятість населення за галузями (за класифікацією NOC): | Зайнятість населення за галузями (за класифікацією NOC): | Зайнятість населення за галузями (за класифікацією NOC): | Зайнятість населення за галузями (за класифікацією NOC): |
| -------------------------------------------------------- | -------------------------------------------------------- | -------------------------------------------------------- | -------------------------------------------------------- | -------------------------------------------------------- |
|                                                          |                                                          |                                                          |                                                          |                                                          |
| Бізнес, фінанси та адміністрування                       | Бізнес, фінанси та адміністрування                       |                                                          | 9,5%                                                     | 9,5%                                                     |
| Природничі та прикладні науки                            | Природничі та прикладні науки                            |                                                          | 9,5%                                                     | 9,5%                                                     |
| Мистецтво, культура, відпочинок та спорт                 | Мистецтво, культура, відпочинок та спорт                 |                                                          | 9,5%                                                     | 9,5%                                                     |
| Роздрібна торгівля та послуги                            | Роздрібна торгівля та послуги                            |                                                          | 28,6%                                                    | 28,6%                                                    |
| Гуртова торгівля, транспорт та обладнання                | Гуртова торгівля, транспорт та обладнання                |                                                          | 9,5%                                                     | 9,5%                                                     |
| Природні ресурси, сільське господарство                  | Природні ресурси, сільське господарство                  |                                                          | 33,3%                                                    | 33,3%                                                    |
| Виробництво                                              | Виробництво                                              |                                                          | 9,5%                                                     | 9,5%                                                     |

## Клімат
Середня річна температура становить 2,9°C, середня максимальна – 22°C, а середня мінімальна – -20,4°C. Середня річна кількість опадів – 451 мм.
| Клімат поселення                              | Клімат поселення | Клімат поселення | Клімат поселення | Клімат поселення | Клімат поселення | Клімат поселення | Клімат поселення | Клімат поселення | Клімат поселення | Клімат поселення | Клімат поселення | Клімат поселення | Клімат поселення |
| Показник                                      | Січ.             | Лют.             | Бер.             | Квіт.            | Трав.            | Черв.            | Лип.             | Серп.            | Вер.             | Жовт.            | Лист.            | Груд.            |                  |
| Середній максимум, °C                         | −7,01            | −3,22            | 2,04             | 10,93            | 17,32            | 21,62            | 22,02            | 21,33            | 15,84            | 9,72             | −0,12            | −6,62            |                  |
| Середня температура, °C                       | −13,68           | −9,88            | −4,64            | 4,26             | 10,62            | 14,95            | 17,09            | 16,40            | 10,91            | 4,81             | −5,06            | −11,56           |                  |
| Середній мінімум, °C                          | −20,35           | −16,55           | −11,3            | −2,4             | 3,98             | 8,29             | 12,16            | 11,48            | 5,96             | −0,14            | −9,98            | −16,49           |                  |
| Норма опадів, мм                              | 25               | 16               | 22               | 25               | 46               | 79               | 79               | 57               | 43               | 19               | 18               | 22               |                  |
| Середньомісячна швидкість вітру, м/с          | 3.90             | 3.80             | 3.90             | 4.18             | 4.13             | 3.80             | 3.50             | 3.30             | 3.59             | 3.80             | 4.00             | 4.00             |                  |
| Середньомісячна сонячна радіація, кДж/м²·день | 3916             | 7390             | 12556            | 17496            | 20846            | 22164            | 22753            | 19096            | 13113            | 7933             | 4143             | 2822             |                  |
| --------------------------------------------- | ---------------- | ---------------- | ---------------- | ---------------- | ---------------- | ---------------- | ---------------- | ---------------- | ---------------- | ---------------- | ---------------- | ---------------- | ---------------- |
| Джерело:                                      |                  |                  |                  |                  |                  |                  |                  |                  |                  |                  |                  |                  |                  |